# Моллага
Моллага (VII век) — святой пчеловод из Бремора. День памяти — 20 января.
Святой человек по имени Моллага (Molaga) бежал из Ирландии, преследуемый друидами. Он отправился в Шотландию, чтобы найти убежище, а затем в Миневию (Minevia), Уэльс, где жил св. Давид Валлийский, покровитель Уэльса. Св. Моллага, побыв у св. Давида, решил вернуться в Ирландию на проповедь. Когда св. Молага покидал Уэльс, св. Давид дал ему с собой колокольчик.
Св. Молага пришёл в Дублин, который в то время называли Ath Cliath, оттуда он отправился к берегам Фингала, после чего прибыл в Бремор (Bremore). В ту пору там жил клан, называвшийся Кианахта (Cianachta). Вождю этого племени стало плохо, и когда друиды не смогли исцелить его, к нему отправился св. Молага и сумел оказать ему помощь. Он исцелил вождя, и тот дал святому землю Бремор и ежегодное пособие. Св.Молага воздвиг церкви и стал хорошо известен в области Бремор.
Св. Давида также посетил человек по имени Домног (Domhnog). Домног решил вернуться в Ирландию. У св. Давида было много пчёл и он был хорошо известен как пчеловод. Когда Домног покидал Меневию, пчёлы стали вдруг роиться вокруг его лодки. Он привёз пчёл обратно в Меневию. Домног снова попытался покинуть Миневию и снова пчёлы роились вокруг его лодки. Он вернул их св. Давиду ещё раз. Он попытался уехать в третий раз, и снова пчёлы последовали за ним. Св. Давид благословил пчёлам отправиться со св. Домногом в Ирландию.
В конце концов Домног достиг берегов Ирландии и решил поселиться в графстве Килкенни. Св. Молага получил от Домнога несколько пчёл св. Давида и через некоторое время разведением пчёл в Бреморе он стал знаменитым. Св. Молага стал известен как пчеловод из Бремора. 
Его храм стал известен как Ламбекхер (Lambeecher), что означает по-ирландски храм пчеловодов. По этой причине местность, которая находится рядом с Национальной школой Сент-Молага в Бреморе, Балбригган (Balbriggan) называется местностью Ламбекхера.
Св. Молага впоследствии оставил Бремор позже и вернулся в Корк, где основал монастырь. Он умер 20 января и, как сообщается, погребён на ложе св. Молага в замке Молага в графстве Корк.